# Deckengemälde im Thronsaal König Augusts II. im Dresdner Residenzschloss

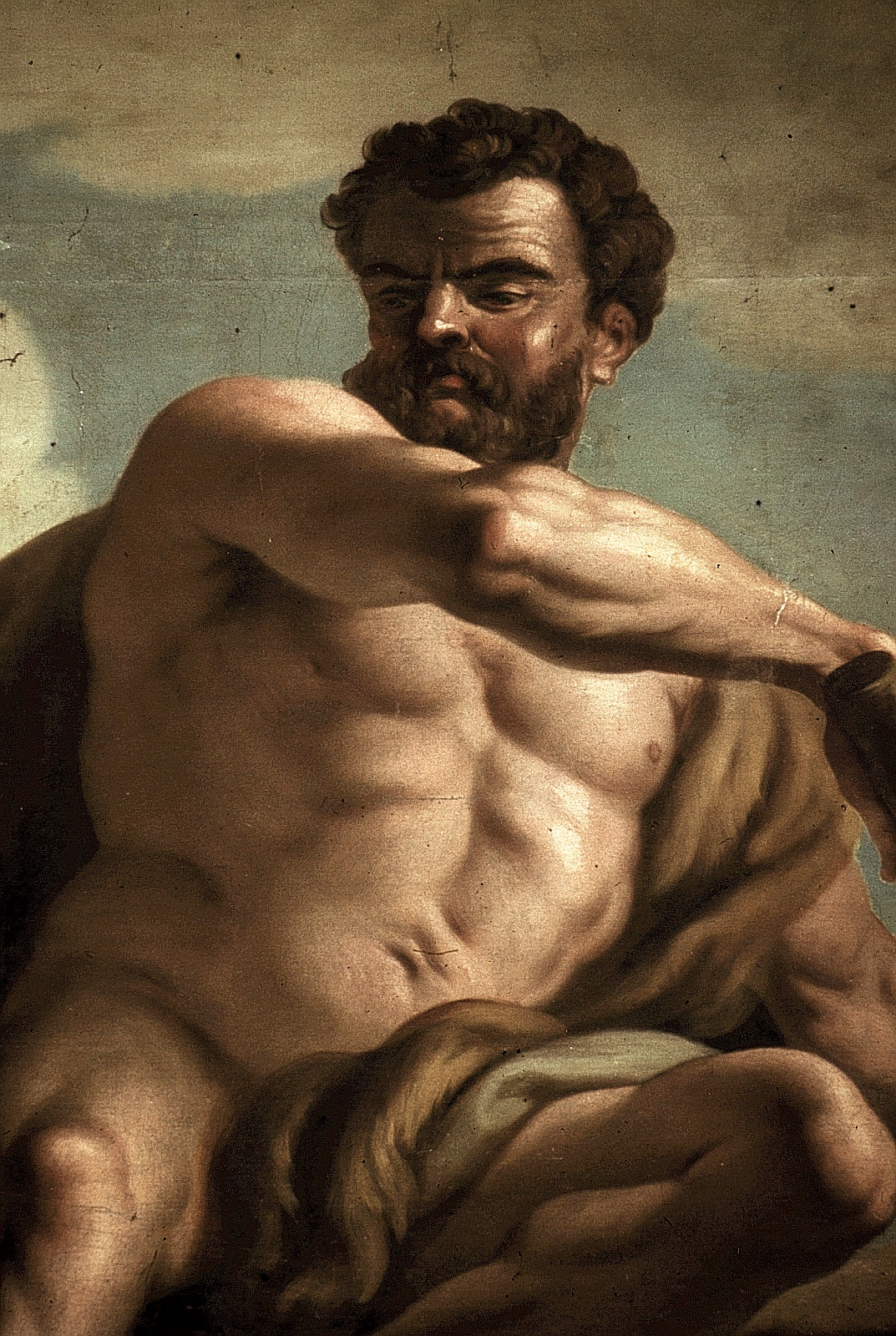
Herkules

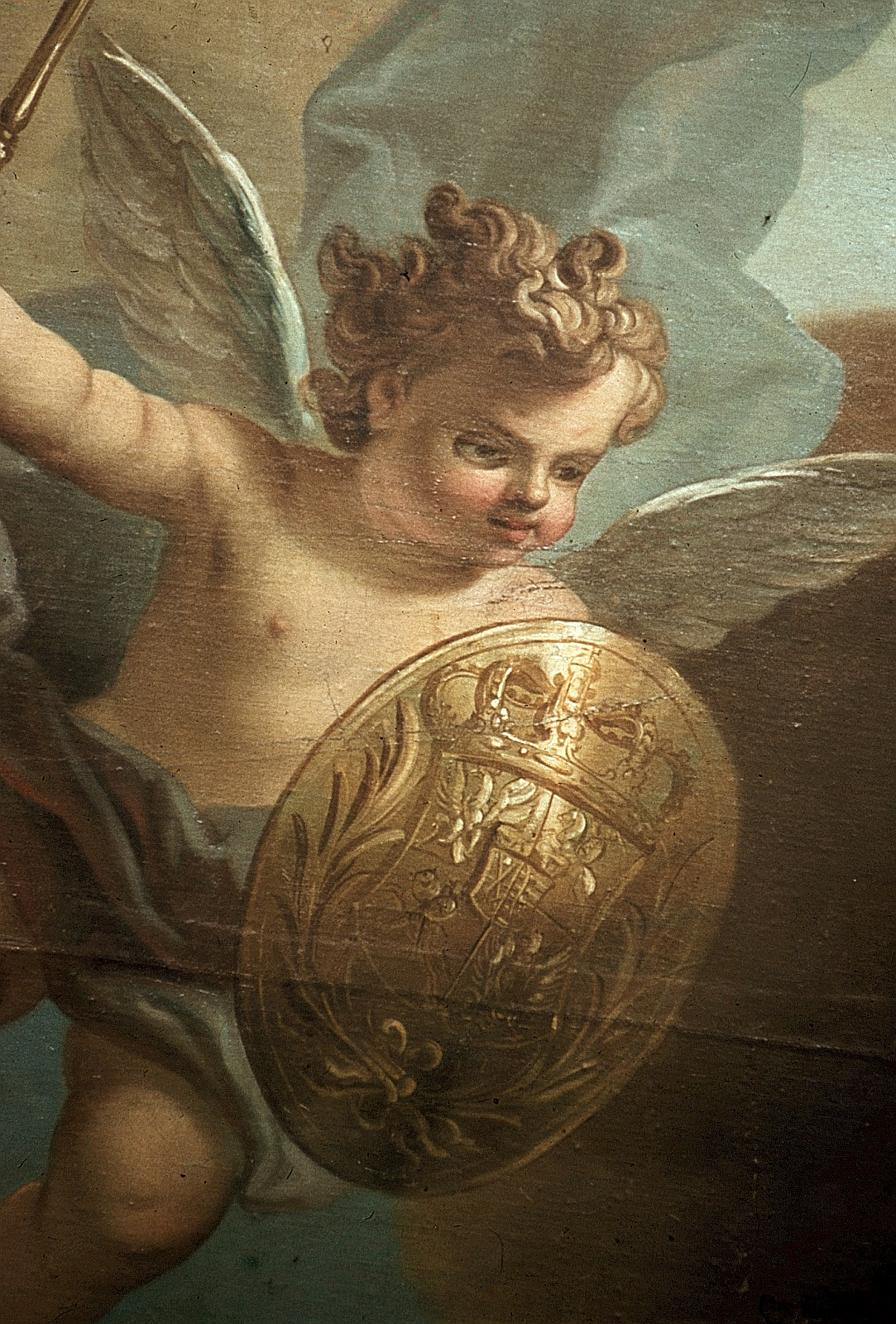
Genius, der Zepter und Schild mit dem polnisch-sächsischen Wappen hält

Das Deckengemälde im Thronsaal König Augusts II. im Dresdner Residenzschloss wurde im Jahre 1719 von Louis de Silvestre geschaffen. Es war eine „Allegorie auf die weise Regierung des Hauses Wettin“ und, dem ausdrücklichen Befehl des Königs gemäß, auf Leinwand aufgemalt, damit, falls die Decke des Saales einmal demoliert werden müsste, die Leinwand anderweitig verwendet werden könne. Signatur und Datierung lauten: 1719 Silvestre pinxit. Das Gemälde wurde nach seiner Zerstörung 1945 nach alten Fotos in den Jahren 2016/18 rekonstruiert.

## Beschreibung

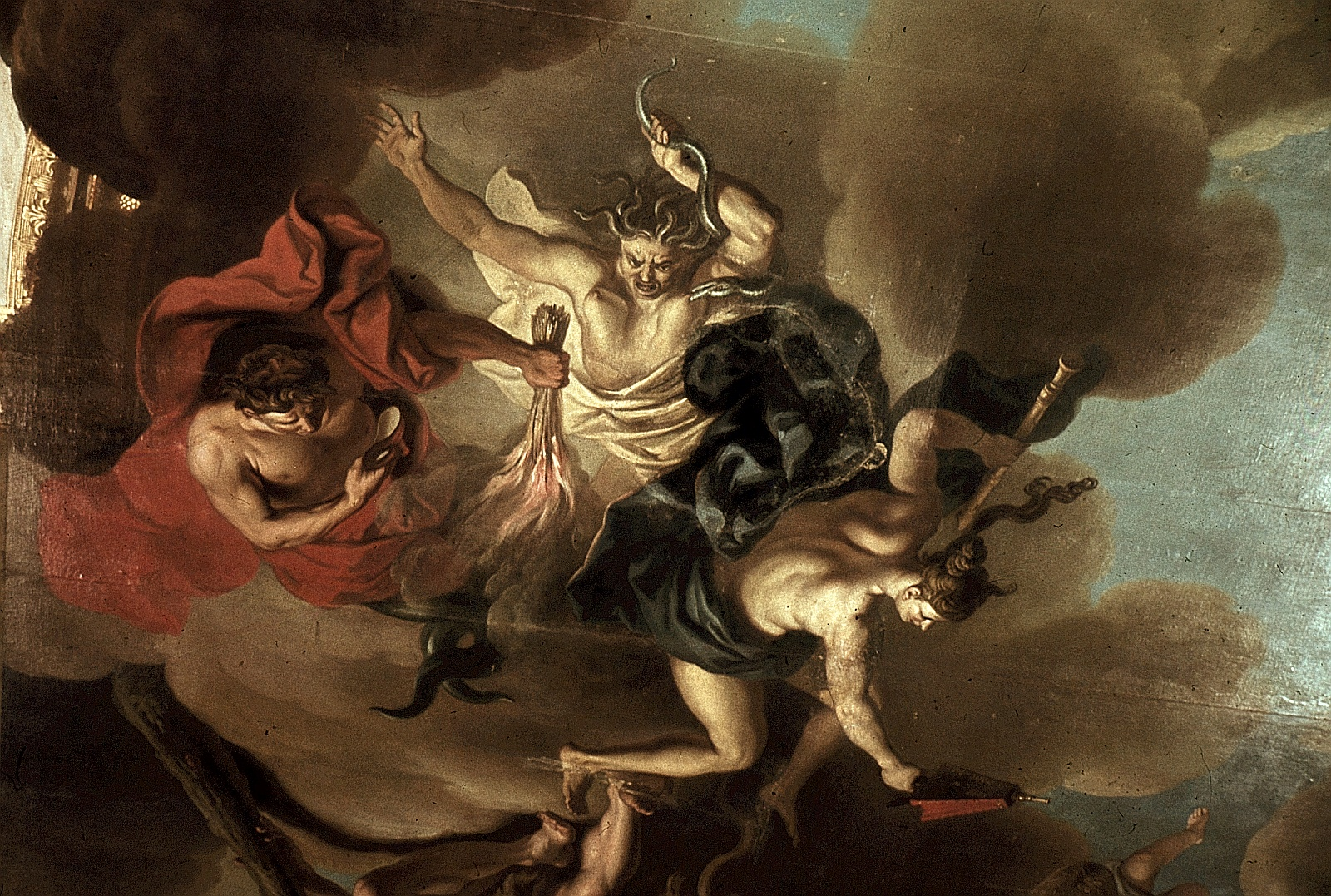
Figurengruppe der drei Laster: Neid, Wut u. Verleumdung (rechts) mit Blasebalg: „1719. Silvestre pinxit“.

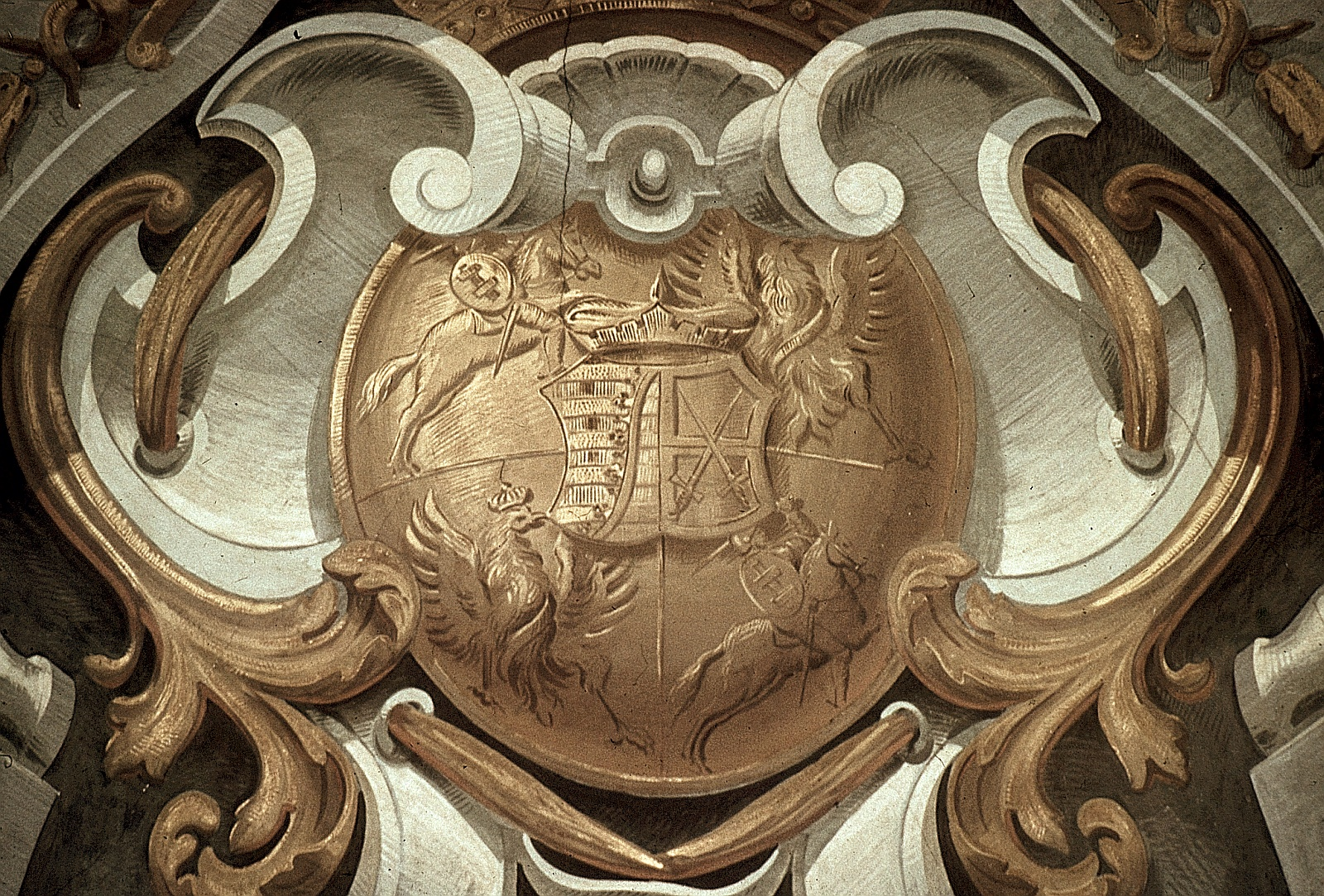
Polnisch-sächsisches Wappen

Gustav Otto Müller beschreibt es so:

„Derselbe, im alten Thronsaal, stellt die Zeit vor, wie sie umgeben von der Gerechtigkeit, der Stärke und der Weisheit, die Wahrheit enthüllt; über diesen allegorischen Figuren schweben der Genius des Ruhmes und der Ewigkeit. Im Vordergrunde bekämpft Herkules die Verleumdung, den Neid und die Wuth und wird dabei von einem kleinen Genius unterstützt, welcher ein Zepter und einen Schild mit dem polnisch-sächsischen Wappen hält. Auf dem Attribut der Verleumdung, einem Blasebalg, steht: 1719. Silvestre pinxit.“

Gurlitt schildert das Bild im Inventar der Sächsischen Bau- und Kulturdenkmäler:

„Das Deckengemälde. Dieses stellt Herkules dar, der die drei Laster zu Boden stößt. Über ihm thronen die Tugenden. Die Weisheit mit Spiegel und Helm, die Wahrheit, nackt, mit leuchtender Sonne, die Zeit als Saturn mit der Sense, die Stärke mit Schwert und Löwen, die Gerechtigkeit mit Waage und Schwert. Über diesen zwei liegende Genien. Das Bild ist von kräftiger Farbe, kühn in den Verkürzungen, etwas schwer für den Raum in der Behandlung der Wolken.“

Für Harald Marx steht fest, dass Gurlitt weder die Urheberschaft Silvestres noch die Datierung bekannt gewesen sein könne, da er sie nicht erwähnt. Thema des Bildes sei die „Apotheose der weisen Regierung des Hauses Wettin“. Silvestre habe in diesem Gemälde mit der aus dem Genius, Eris und Herkules bestehenden Figurengruppe eine „ideale politische Konzeption“ darstellen wollten. Der Genius, geschützt von einem ovalen Schild mit dem sächsisch-polnische Wappen, dringe mit erhobenem Zepter auf Eris, die Göttin der Verleumdung, der Zwietracht und des Zornes, ein. Eris sei zuvor von Herkules bezwungen worden. Diese antiken Göttergestalten sollten August den Starken und seine Taten in eine „mystische Sphäre“ erheben. Das Haus Wettin (Herkules) bezwinge Zwietracht, Verleumdung und Hass (Göttin), auf dass Weisheit, Wahrheit, Gerechtigkeit und Stärke (Genius mit Zepter) obsiegten. Somit werde die römische Antike zum Instrument der „Bewußtseinsbildung im absolutistischen Sinne“. Das Motiv gehe auf ein Gemälde Bon Boullognes, dem Sohn von Louis Boullogne und Silvestres Lehrer, zurück.

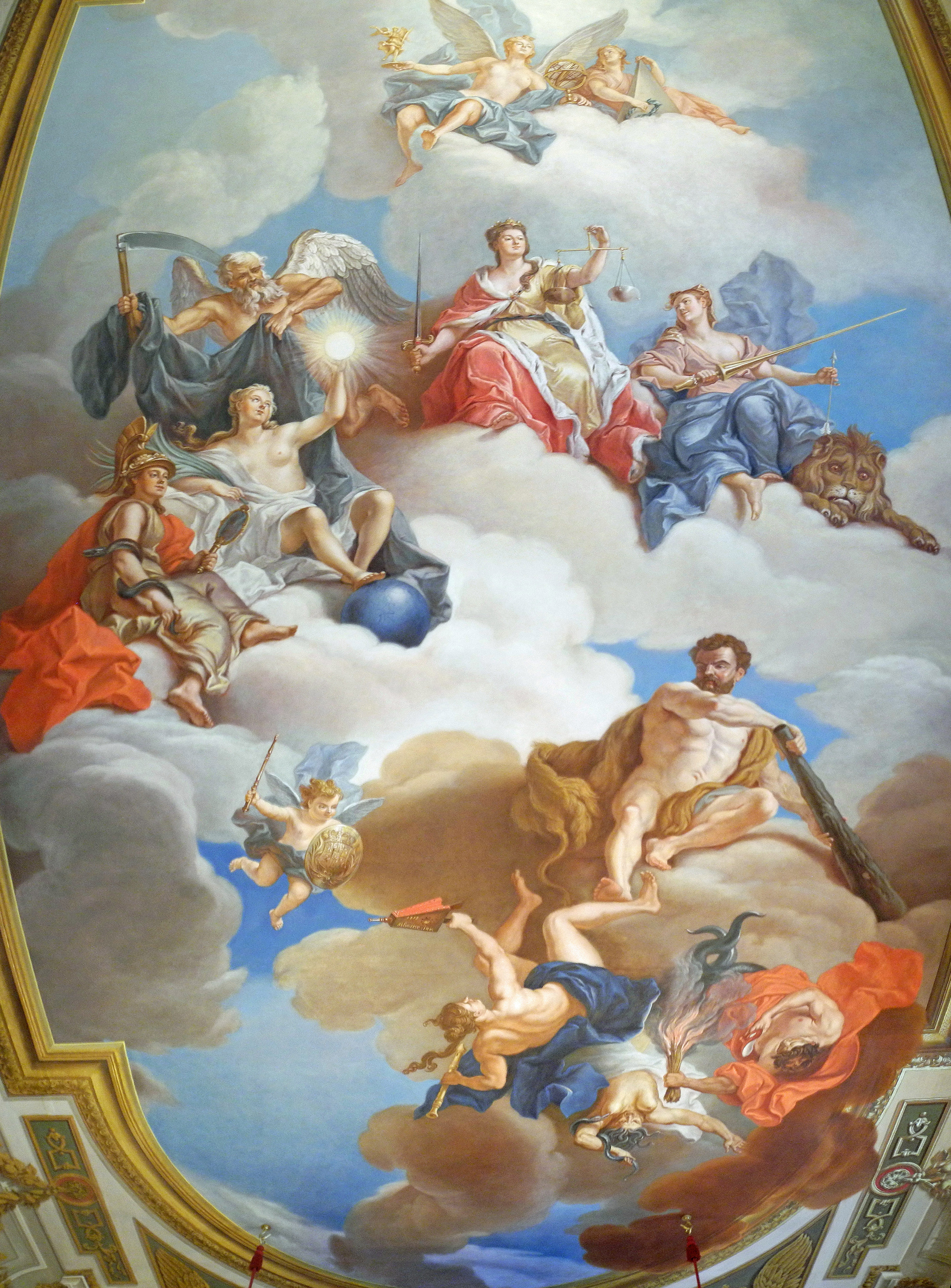
Neufassung des ehemaligen Deckengemäldes von Louis de Silvestre im Audienzgemach

Dezallier d'Argensville beschreibt dieses Bild im Pariser Palais de Justice:

„An der Decke der zweiten Kammer der Requêtes [Bittschriften] im Palais, wo die Klagen zur ersten Instanz übergeben werden: die Gerechtigkeit, in Begleitung der Stärke und Mäßigkeit, und Herkules, welcher die Verleumdung und Zwietracht verjagt. Oben sieht man drey Gottheiten, welche Kronen zur Aufmunterung der Künste austheilen.“

## Zerstörung und Neufassung
Das Deckengemälde wurde am 13. Februar 1945 zusammen mit den Schlossräumen zerstört. 
Während Inventar-Ausrüstungen der Räume durch Auslagerung vor der Vernichtung bewahrt werden konnten, war dies für die bildlichen Darstellungen nicht möglich. 
Deshalb wurden die Deckengemälde beim Aufbau der Paraderäume im Dresdner Residenzschloss nach den alten Fotos in den Jahren 2016/18 rekonstruiert. In dieser neuen Fassung sind sie jetzt seit September 2019 wieder Teil der erlebbaren Räume im 2. Obergeschoss des Dresdner Schlosses.